# Талалаївсько-Рибальський нафтогазоносний район
Талалаївсько-Рибальський нафтогазоносний район — належить до Східного нафтогазоносного регіону України
Включає:
- Матлахівське нафтове родовище
- Скороходівське нафтогазоконденсатне родовище
- Ромашівське нафтове родовище
- Великобубнівське нафтогазоконденсатне родовище
- Східно-Рогинцівське нафтове родовище
- Талалаївське газоконденсатне родовище
- Миколаївське газоконденсатне родовище
- Артюхівське нафтогазоконденсатне родовище
- Коржівське нафтогазоконденсатне родовище
- Перекопівське нафтогазоконденсатне родовище
- Ярмолинцівське газоконденсатне родовище
- Анастасівське нафтогазоконденсатне родовище
- Липоводолинське нафтогазоконденсатне родовище
- Південно-Панасівське нафтогазоконденсатне родовище
- Кулябчинське газоконденсатне родовище
- Русанівське газове родовище
- Валюхівське газоконденсатне родовище
- Гадяцьке газоконденсатне родовище
- Куличихінське нафтогазоконденсатне родовище
- Тимофіївське нафтогазоконденсатне родовище
- Червонозаярське газове родовище
- Пірківське газоконденсатне родовище
- Качанівське нафтогазоконденсатне родовище
- Більське газоконденсатне родовище
- Загорянське газоконденсатне родовище
- Ясенівське нафтове родовище
- Рибальське нафтогазоконденсатне родовище
- Бугруватівське нафтове родовище
- Західно-Козіївське нафтове родовище
- Козіївське нафтове родовище
- Качалівське нафтогазоконденсатне родовище
- Сахалінське нафтогазоконденсатне родовище
- Карайкозівське нафтогазоконденсатне родовище
- Котелевське газоконденсатне родовище
- Березівське газоконденсатне родовище
- Шатравинське нафтове родовище
- Степове газоконденсатне родовище